# Llista de topònims de Santa Maria la Mar
Llista de topònims (noms propis de lloc) de Santa Maria la Mar (Rosselló).
Informació actualitzada per un bot. Els canvis manuals es perdran quan s'actualitzi!

## església
| imatge | Nom                      | Ubicat a           | instància de          | Detalls                                                                                     | coordenades                                                              | Protecció                                                 | Commons (més fotos)                        | Dades a WD                    |
| ------ | ------------------------ | ------------------ | --------------------- | ------------------------------------------------------------------------------------------- | ------------------------------------------------------------------------ | --------------------------------------------------------- | ------------------------------------------ | ----------------------------- |
|        | Sant Andreu de Bigaranes | Santa Maria la Mar | església              | Estat: enderrocat o destruït                                                                | 42° 44′ 05″ N, 3° 00′ 48″ E / 42.734797°N,3.013398°E                     |                                                           | Église Saint-André de Bigaranes            | Modifica les dades a Wikidata |
|        | Santa Maria de Pabirans  | Santa Maria la Mar | església Ús: església | Estil: arquitectura romànica Anomenat per: Assumpció de Maria Dedicat a: Assumpció de Maria | 42° 43′ 38″ N, 3° 01′ 00″ E / 42.727176111111°N,3.0167338888889°E 5 msnm | monument històric catalogat monument històric inventariat | Sainte-Marie Church of Sainte-Marie-la-Mer | Modifica les dades a Wikidata |

## Misc
| imatge | Nom                                   | Ubicat a                                    | instància de                          | Detalls                                                   | coordenades                                                                                                 | Protecció | Commons (més fotos)              | Dades a WD                    |
| ------ | ------------------------------------- | ------------------------------------------- | ------------------------------------- | --------------------------------------------------------- | --- | --------- | -------------------------------- | ----------------------------- |
|        | Castell de Santa Maria la Mar         | Santa Maria la Mar                          | castell                               |                                                           | 42° 43′ 40″ N, 3° 00′ 59″ E / 42.727728055556°N,3.0164611111111°E                                           |           |                                  | Modifica les dades a Wikidata |
|        | L'Eixau Vell                          | Santa Maria la Mar                          | canal                                 | Llarg: 2.7km                                              | 42° 43′ 23″ N, 3° 02′ 24″ E / 42.7231944444°N,3.04008333333°E                                               |           |                                  | Modifica les dades a Wikidata |
|        | Tet                                   | Pirineus Orientals                          | riu                                   | Desemboca: mar Mediterrània Llarg: 115.8km Conca: 1369km² | 42° 42′ 48″ N, 3° 02′ 23″ E / 42.713333333333°N,3.0397222222222°E                                           |           | Têt                              | Modifica les dades a Wikidata |
|        | casa de la vila de Santa Maria la Mar | Santa Maria la Mar                          | instal·lació Ús: seu del govern local |                                                           | 42° 43′ 39″ N, 3° 01′ 00″ E / 42.7275650264457°N,3.01655782285173°E fr:PL MAIRIE, 66470 SAINTE-MARIE-LA-MER |           | Town hall of Sainte-Marie-la-Mer | Modifica les dades a Wikidata |
|        | port esportiu de Santa Maria la Mar   | Santa Maria la Mar                          | instal·lació esportiva port esportiu  |                                                           | 42° 43′ 23″ N, 3° 02′ 19″ E / 42.72303°N,3.03856°E fr:AVENUE DES DAUPHINS LE PORT 66470 Sainte-Marie        |           |                                  | Modifica les dades a Wikidata |
|        | rec del Molí de Vilallonga            | Vilallonga de la Salanca Santa Maria la Mar | curs d'aigua rierol                   | Llarg: 9.8km                                              | 42° 45′ 00″ N, 3° 02′ 00″ E / 42.75°N,3.0333333333333°E                                                     |           |                                  | Modifica les dades a Wikidata |